# Economia de Guatemala
Guatemala és el país més poblat de l'Amèrica Central, i el seu PIB és aproximadament meitat dels altres països centro-americans i del Carib. El país manté uns fonaments macroeconòmics sòlids en els últims anys, amb un nivell de reserves elevat, un nivell controlat del dèficit públic (2,8% en 2011) i del dèficit exterior i un deute públic baix, del 24,3% del PIB en 2011. El nivell econòmic de la població és mitjà/baix amb un 50% dels seus habitants que es troben per sota del llindar de la pobresa i un 15% en pobresa extrema.
El sector agrícola representa el 25% del Producte Interior Brut, el 66% de les exportacions i el 50% de la força laboral del país. El cafè, el sucre i la banana són els productes principals. La manufactura i la construcció representen el 20% del Producte Interior Brut.
Els acords de pau de 1996 van finalitzar amb una guerra civil de 36 anys, van remoure els obstacles a la inversió estrangera, i han accelerat el creixement econòmic del país.